# Mohammad Abu-Libdeh
Mohammad Zuhair Abu-Libdeh (* 22. Oktober 1983) ist ein jordanischer Taekwondoin. Er startet in der Gewichtsklasse bis 68 Kilogramm.
Abu-Libdeh nimmt seit dem Jahr 2000 an internationalen Wettbewerben teil und feierte bei kleineren Turnieren erste Erfolge. Sein Durchbruch gelang ihm bei der Weltmeisterschaft 2007 in Peking. Er rückte in der Klasse bis 72 Kilogramm bis ins Viertelfinale vor, unterlag dort jedoch knapp gegen Tommy Mollet. Im folgenden Jahr gewann er bei der Asienmeisterschaft in Henan in der Klasse bis 67 Kilogramm nach einer Finalniederlage gegen Mohammad Bagheri Motamed mit Silber seine erste Medaille bei großen Meisterschaften. Auch in den folgenden Jahren blieb Abu-Libdeh in der Klasse bis 68 Kilogramm erfolgreich. Er gewann bei der Asienmeisterschaft 2010 in Astana Bronze und erreichte bei der Weltmeisterschaft 2011 in Gyeongju erneut ein WM-Viertelfinale, verlor dort jedoch gegen Rohullah Nikpai. Beim asiatischen Olympiaqualifikationsturnier in Bangkok gewann er mit einem Finalsieg über Dmitri Kim einen Startplatz für die Olympischen Spiele 2012 in London.
Abu-Libdeh studiert Innenarchitektur an der Universität Philadelphia in Amman.